# 1982 у футболі
Нижче наведені футбольні події 1982 року у всьому світі.

## Події
- Відбувся дванадцятий чемпіонат світу, перемогу на якому здобула збірна Італії.
- Відбувся тринадцятий кубок африканських націй, перемогу на якому здобула збірна Гани.

## Засновані клуби
- Сан-Жулія (Андорра)

## Національні чемпіони
- Англія: Ліверпуль
- Аргентина
  - Метрополітано: Естудьянтес (Ла-Плата)
  - Насьйональ: Феррокаріль Оесте
- Бразилія: Фламенго
- Італія: Ювентус
- Іспанія: Реал Сосьєдад
- Нідерланди: Аякс (Амстердам)
- Парагвай: Олімпія (Асунсьйон)
- Португалія: Спортінг (Лісабон)
- СРСР: Динамо (Мінськ)
- ФРН: Гамбург
- Шотландія: Селтік
- Югославія: Динамо (Загреб)